# Будзешевиці
Будзешевиці (пол. Budzieszewice, нім. Lüttmannshagen) — село в Польщі, у гміні Пшибернув Голеньовського повіту Західнопоморського воєводства.
Населення — 131 особа (2011).
У 1975-1998 роках село належало до Щецинського воєводства.

## Демографія
Демографічна структура станом на 31 березня 2011 року:
|          | Загалом | Допрацездатний вік | Працездатний вік | Постпрацездатний вік |
| -------- | ------- | ------------------ | ---------------- | -------------------- |
| Чоловіки | 75      | 16                 | 50               | 9                    |
| Жінки    | 56      | 6                  | 35               | 15                   |
| Разом    | 131     | 22                 | 85               | 24                   |